# Jens Bolling
Jens Bolling, född 23 juli 1915 i Levanger, död 13 december 1992, var en norsk skådespelare, teaterchef och författare.
Bolling var 1936–1945 engagerad vid Nationaltheatret och därefter Studioteatret 1945–1949, Den Nationale Scene 1954–1956, frilans 1956–1961, åter vid Nationaltheatret 1961 och från 1962 åter frilans. Han spelade titelrollerna i Læraren, Peer Gynt och Donadieu, biskopen i Axel Kiellands Herren og hans tjenere, och därtill flera Henrik Ibsen-roller, bland annat Helmer i Ett dockhem, dr. Stockmann i En folkefiende, Rosmer i Rosmersholm och doktor Wrangel i Frun från havet. Åren 1949–1951 var han chef för Rogaland Teater.
Vid sidan av teatern verkade han som film- och TV-skådespelare. Han debuterade 1938 i Det drønner gjennom dalen och medverkade i sammanlagt 19 produktioner 1938–1987. Åren 1963–1965 verkade han vid TV-teatret.
År 1983 utgav han boken Teater i krig.

## Filmografi (urval)
- 1938 – Det drønner gjennom dalen
- 1942 – Det æ'kke te å tru
- 1951 – Dei svarte hestane
- 1952 – Nödlandning
- 1957 – Nio liv
- 1959 – Fredløs i skogen (kommentator)
- 1962 – Kort är sommaren
- 1981 – Medmenneske (TV-serie)
- 1982 – Krypskyttere
- 1985 – Havlandet
- 1987 – Av månsken växer ingenting (TV-serie)